# Calliandra pauciflora
Calliandra pauciflora är en ärtväxtart som först beskrevs av Achille Richard, och fick sitt nu gällande namn av August Heinrich Rudolf Grisebach. Calliandra pauciflora ingår i släktet Calliandra och familjen ärtväxter. Inga underarter finns listade i Catalogue of Life.